# Axonopsis cullasaja
Axonopsis cullasaja är en kvalsterart som beskrevs av Herbert Habeeb 1957. Axonopsis cullasaja ingår i släktet Axonopsis och familjen Axonopsidae. Inga underarter finns listade.